# Lac Villenaud
Le lac Villenaud est un plan d'eau douce tributaire du lac Manouane, situé sur la rive Nord-Ouest du fleuve Saint-Laurent, dans le territoire non organisé de Mont-Valin, dans la municipalité régionale de comté (MRC) Le Fjord-du-Saguenay, dans la région administrative de la Saguenay-Lac-Saint-Jean, dans la province de Québec, au Canada.
La foresterie constitue la principale activité économique du secteur ; les activités récréotouristiques en second.
La zone du lac Villenaud est desservie par des routes forestières secondaires pour les besoins de la foresterie, des activités récréotouristiques et l’hydroélectricité,,.
La surface du lac Villenaud est habituellement gelée de la fin novembre au début avril, toutefois la circulation sécuritaire sur la glace se fait généralement de la mi-décembre à la fin mars.

## Géographie
Les principaux bassins versants voisins du lac Villenaud sont :
- côté Nord : lac Manouane, rivière Manouane, rivière des Montagnes Blanches ;
- côté Est : rivière Manouane, Petite rivière Manouane, réservoir Pipmuacan ;
- côté Sud : Petite rivière Manouane, rivière Duhamel, rivière Durfort ;
- côté Ouest : rivière à la Carpe, lac Péribonka, rivière Péribonka, rivière Saint-Onge[1].

Le lac Villenaud comporte une longueur de 8,5 km, une largeur maximale de 1,6 km et une altitude de 513 m.
L’embouchure du lac Villenaud est localisée au Nord du lac, soit à :
- 6,3 km au Sud de l’embouchure de la décharge du lac Villenaud (confluence avec le lac Manouane) ;
- 30,8 km à l’Est du cours de la rivière Péribonka ;
- 71,4 km au Nord de l’embouchure du lac Péribonka (traversé par la rivière Péribonka) ;
- 66,4 km au Nord-Ouest d’une baie de la rive Nord-Ouest du réservoir Pipmuacan ;
- 111,6 km au Nord de l’embouchure de la rivière Manouane (confluence avec la rivière Péribonka) ;
- 211,6 km au Nord de l’embouchure de la rivière Péribonka ;
- 231 km au Nord-Ouest du centre-ville de Saguenay[1].partir de l’embouchure du lac Villenaud, le courant suit le cours de la décharge du lac sur 7,9 km vers le Nord-Est, puis le Nord, traverse le lac Manouane sur 25,5 km vers le Nord-Est, la rivière Manouane vers le Sud sur km, puis le Sud sur 58,6 km, le cours de la rivière Péribonka sur 143,3 km vers le Sud, traverse le lac Saint-Jean sur 29,3 km vers l’Est, puis emprunte sur 155 km le cours de la rivière Saguenay vers l’Est jusqu'à la hauteur de Tadoussac où il conflue avec le fleuve Saint-Laurent[1].

## Toponymie
Le terme Villenaud constitue un patronyme de famille d'origine française.
Le toponyme « Lac Villenaud » a été officialisé le 27 février 1970 par la Commission de toponymie du Québec.